# Pergolă

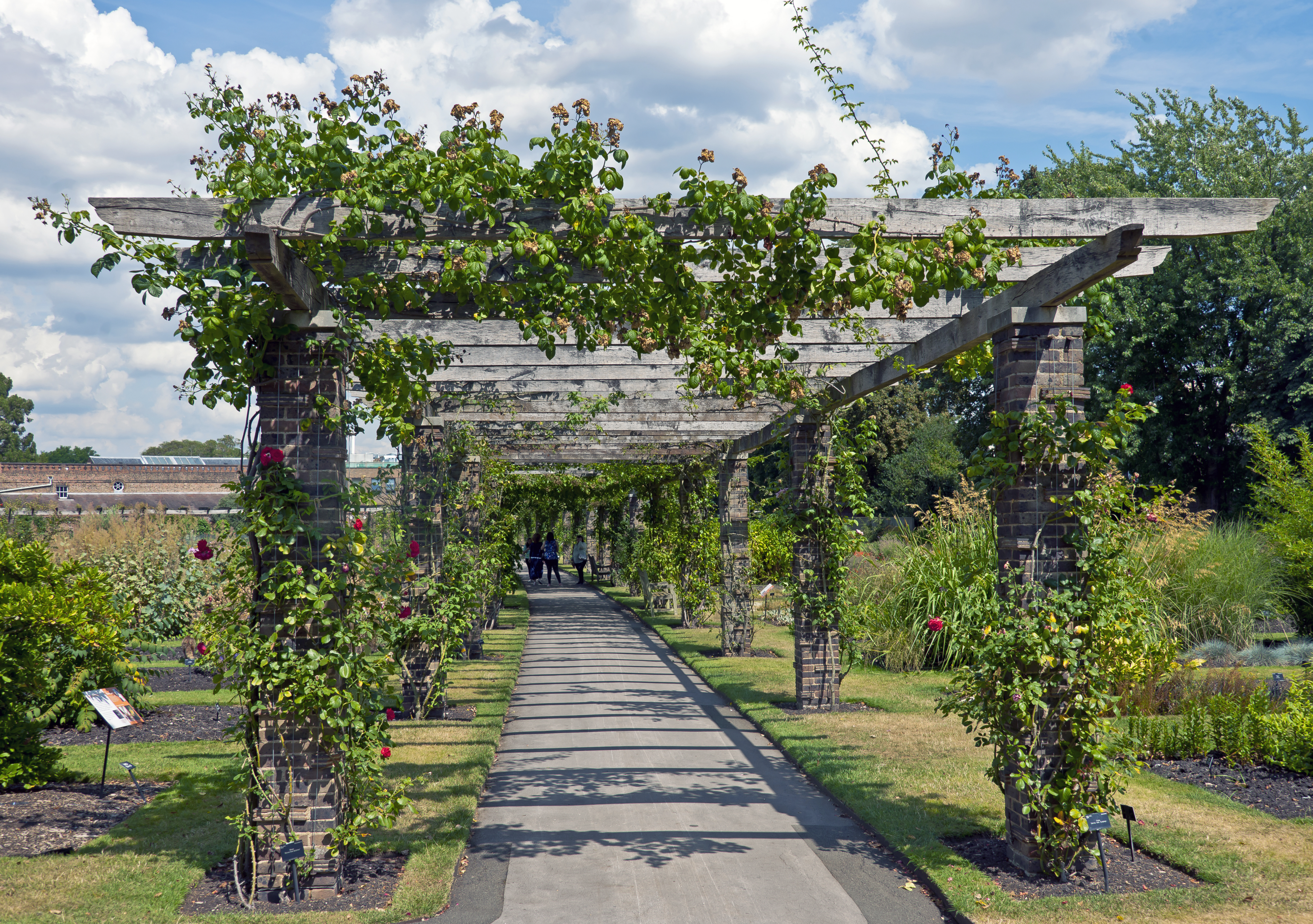
Rose Pergola la Kew Gardens, Londra

Pergola este un fel de galerie exterioară în grădini, pentru plimbare, construită în formă de ramură din două serii de coloane paralele, care pot susține plante cățărătoare.